# Olympische Sommerspiele 2000/Boxen
Bei den XXVII. Olympischen Sommerspielen 2000 in Sydney fanden zwölf Wettbewerbe im Boxen statt. Austragungsort war das Sydney Convention and Exhibition Centre am Darling Harbour.

## Bilanz

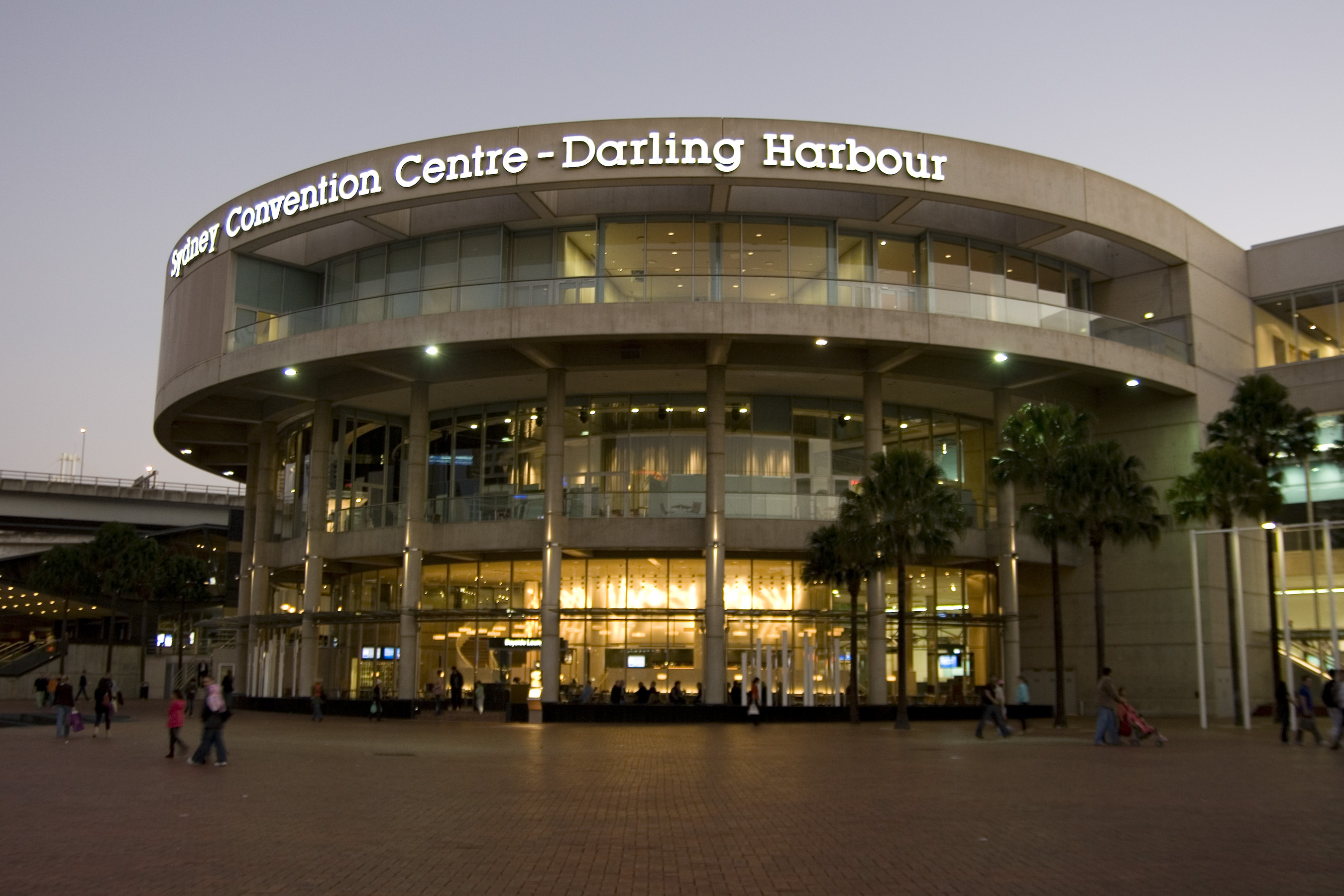
Sydney Convention and Exhibition Centre

### Medaillenspiegel
| Platz | Land               | Gold | Silber | Bronze | Gesamt |
| ----- | ------------------ | ---- | ------ | ------ | ------ |
| 1     | Kuba               | 4    | –      | 2      | 6      |
| 2     | Russland           | 2    | 3      | 2      | 7      |
| 3     | Kasachstan         | 2    | 2      | –      | 4      |
| 4     | Usbekistan         | 1    | –      | 2      | 3      |
| 5     | Frankreich         | 1    | –      | 1      | 2      |
| 5     | Thailand           | 1    | –      | 1      | 2      |
| 7     | Großbritannien     | 1    | –      | –      | 1      |
| 8     | Ukraine            | –    | 2      | 3      | 5      |
| 9     | Vereinigte Staaten | –    | 2      | 2      | 4      |
| 10    | Rumänien           | –    | 1      | 1      | 2      |
| 11    | Spanien            | –    | 1      | –      | 1      |
| 11    | Tschechien         | –    | 1      | –      | 1      |
| 13    | Algerien           | –    | –      | 1      | 1      |
| 13    | Aserbaidschan      | –    | –      | 1      | 1      |
| 13    | Deutschland        | –    | –      | 1      | 1      |
| 13    | Georgien           | –    | –      | 1      | 1      |
| 13    | Italien            | –    | –      | 1      | 1      |
| 13    | Marokko            | –    | –      | 1      | 1      |
| 13    | Mexiko             | –    | –      | 1      | 1      |
| 13    | Moldau             | –    | –      | 1      | 1      |
| 13    | Nordkorea          | –    | –      | 1      | 1      |
| 13    | Ungarn             | –    | –      | 1      | 1      |

### Medaillengewinner
| Konkurrenz         | Gold                     | Silber                  | Bronze                               |
| ------------------ | ------------------------ | ----------------------- | ------------------------------------ |
| Halbfliegengewicht | Brahim Asloum            | Rafael Lozano           | Maikro Romero Kim Un-chol            |
| Fliegengewicht     | Wijan Ponlid             | Bolat Schumadilow       | Wolodymyr Sydorenko Jérôme Thomas    |
| Bantamgewicht      | Guillermo Rigondeaux     | Raimkul Malachbekow     | Serhij Daniltschenko Clarence Vinson |
| Federgewicht       | Beksat Sattarchanow      | Rocky Juarez            | Kamil Dschamaludinow Tahar Tamsamani |
| Leichtgewicht      | Mario Kindelán           | Andreas Kotelnik        | Cristián Bejarano Alexander Maletin  |
| Halbweltergewicht  | Muhammadqodir Abdullayev | Ricardo Williams        | Mohamed Allalou Diógenes Luna        |
| Weltergewicht      | Oleg Saitow              | Serhij Dozenko          | Vitalie Grușac Dorel Simion          |
| Halbmittelgewicht  | Jermachan Ybrajymow      | Marian Simion           | Jermain Taylor Pornchai Thongburan   |
| Mittelgewicht      | Jorge Gutiérrez          | Gaidarbek Gaidarbekow   | Zsolt Erdei Vüqar Ələkbərov          |
| Halbschwergewicht  | Alexander Lebsjak        | Rudolf Kraj             | Andrij Fedtschuk Sergey Mixaylov     |
| Schwergewicht      | Félix Savón              | Sultan-Achmed Ibragimow | Sebastian Köber Wladimer Tschanturia |
| Superschwergewicht | Audley Harrison          | Muchtarchan Dildäbekow  | Rustam Saidov Paolo Vidoz            |

## Ergebnisse

### Halbfliegengewicht (bis 48 kg)
| Platz | Land | Sportler           |
| ----- | ---- | ------------------ |
| 1     | FRA  | Brahim Asloum      |
| 2     | ESP  | Rafael Lozano      |
| 3     | CUB  | Maikro Romero      |
| 3     | PRK  | Kim Un-chol        |
| 5     | KEN  | Suleiman Bilali    |
| 5     | KOR  | Kim Ki-suk         |
| 5     | UKR  | Walerij Sydorenko  |
| 5     | LTU  | Ivanas Stapovičius |

Datum: 17. bis 30. September 2000 

27 Teilnehmer aus 27 Ländern

### Fliegengewicht (bis 51 kg)
| Platz | Land | Sportler              |
| ----- | ---- | --------------------- |
| 1     | THA  | Wijan Ponlid          |
| 2     | KAZ  | Bolat Schumadilow     |
| 3     | UKR  | Wolodymyr Sydorenko   |
| 3     | FRA  | Jérôme Thomas         |
| 5     | ARM  | Wachtang Dartschinjan |
| 5     | CUB  | Manuel Mantilla       |
| 5     | USA  | José Navarro          |
| 5     | POL  | Andrzej Rżany         |
|       |      |                       |
| 17    | GER  | Vardan Zakarjan       |

Datum: 19. September bis 1. Oktober 2000 

28 Teilnehmer aus 28 Ländern

### Bantamgewicht (bis 54 kg)
| Platz | Land | Sportler             |
| ----- | ---- | -------------------- |
| 1     | CUB  | Guillermo Rigondeaux |
| 2     | RUS  | Raimkul Malachbekow  |
| 3     | UKR  | Serhij Daniltschenko |
| 3     | USA  | Clarence Vinson      |
| 5     | AZE  | Ağası Məmmədov       |
| 5     | AUS  | Justin Kane          |
| 5     | ROM  | George Olteanu       |
| 5     | UZB  | Alisher Rahimov      |

Datum: 16. bis 30. September 2000 

28 Teilnehmer aus 28 Ländern

### Federgewicht (bis 57 kg)
| Platz | Land | Sportler             |
| ----- | ---- | -------------------- |
| 1     | KAZ  | Beksat Sattarchanow  |
| 2     | USA  | Ricardo Juarez       |
| 3     | RUS  | Kamil Dschamaludinow |
| 3     | MAR  | Tahar Tamsamani      |
| 5     | CUB  | Yosvani Aguilera     |
| 5     | THA  | Somluck Kamsing      |
| 5     | GEO  | Ramaz Paliani        |
| 5     | ARG  | Israel Pérez         |
| 9     | GER  | Falk Huste           |

Datum: 18. September bis 1. Oktober 2000 

28 Teilnehmer aus 28 Ländern

### Leichtgewicht (bis 60 kg)
| Platz | Land | Sportler              |
| ----- | ---- | --------------------- |
| 1     | CUB  | Mario Kindelán        |
| 2     | UKR  | Andreas Kotelnik      |
| 3     | MEX  | Cristián Bejarano     |
| 3     | RUS  | Alexander Maletin     |
| 5     | KAZ  | Nurschan Karimschanow |
| 5     | GRE  | Tigran Ouzlian        |
| 5     | TUR  | Selim Paliani         |
| 5     | KGZ  | Almazbek Raiymkulov   |
|       |      |                       |
| 17    | GER  | Norman Schuster       |

Datum: 17. bis 30. September 2000 

28 Teilnehmer aus 28 Ländern

### Halbweltergewicht (bis 63,5 kg)
| Platz | Land | Sportler                 |
| ----- | ---- | ------------------------ |
| 1     | UZB  | Muhammadqodir Abdullayev |
| 2     | USA  | Ricardo Williams         |
| 3     | ALG  | Mohamed Allalou          |
| 3     | CUB  | Diógenes Luna            |
| 5     | BLR  | Siarhiej Bykouski        |
| 5     | EGY  | Saleh Khoulef            |
| 5     | RUS  | Alexander Leonow         |
| 5     | ITA  | Sven Paris               |
| 9     | GER  | Kay Huste                |

Datum: 20. September bis 1. Oktober 2000 

28 Teilnehmer aus 28 Ländern

### Weltergewicht (bis 67 kg)
| Platz | Land | Sportler            |
| ----- | ---- | ------------------- |
| 1     | RUS  | Oleg Saitow         |
| 2     | UKR  | Serhij Dozenko      |
| 3     | MDA  | Vitalie Grușac      |
| 3     | ROM  | Dorel Simion        |
| 5     | AZE  | Ruslan Kairow       |
| 5     | GER  | Steven Küchler      |
| 5     | KAZ  | Daniyar Munaytbasov |
| 5     | TUR  | Bülent Ulusoy       |

Datum: 16. bis 30. September 2000 

28 Teilnehmer aus 28 Ländern

### Halbmittelgewicht (bis 71 kg)
| Platz | Land | Sportler              |
| ----- | ---- | --------------------- |
| 1     | KAZ  | Jermachan Ibraimow    |
| 2     | ROM  | Marian Simion         |
| 3     | USA  | Jermain Taylor        |
| 3     | THA  | Pornchai Thongburan   |
| 5     | GER  | Adnan Ćatić           |
| 5     | FRA  | Frédéric Esther       |
| 5     | EGY  | Mohamed Hikal         |
| 5     | CUB  | Juan Hernández Sierra |

Datum: 19. September bis 1. Oktober 2000 

28 Teilnehmer aus 28 Ländern

### Mittelgewicht (bis 75 kg)
| Platz | Land | Sportler              |
| ----- | ---- | --------------------- |
| 1     | CUB  | Jorge Gutiérrez       |
| 2     | RUS  | Gaidarbek Gaidarbekow |
| 3     | HUN  | Zsolt Erdei           |
| 3     | AZE  | Vüqar Ələkbərov       |
| 5     | ROM  | Adrian Diaconu        |
| 5     | TUR  | Akın Kuloğlu          |
| 5     | USA  | Jeff Lacy             |
| 5     | UKR  | Oleksandr Zubrihin    |

Datum: 18. bis 30. September 2000 

27 Teilnehmer aus 27 Ländern

### Halbschwergewicht (bis 81 kg)
| Platz | Land | Sportler           |
| ----- | ---- | ------------------ |
| 1     | RUS  | Alexander Lebsjak  |
| 2     | CZE  | Rudolf Kraj        |
| 3     | UKR  | Andrij Fedtschuk   |
| 3     | UZB  | Sergey Mixaylov    |
| 5     | NGR  | Jegbefumere Albert |
| 5     | FRA  | John Dovi          |
| 5     | KAZ  | Olzhas Orazaliyev  |
| 5     | IND  | Gurcharan Singh    |

Datum: 20. September bis 1. Oktober 2000 

28 Teilnehmer aus 28 Ländern

### Schwergewicht (bis 91 kg)
| Platz | Land | Sportler               |
| ----- | ---- | ---------------------- |
| 1     | CUB  | Félix Savón            |
| 2     | RUS  | Sultanachmed Ibragimow |
| 3     | GER  | Sebastian Köber        |
| 3     | GEO  | Wladimer Tschanturia   |
| 5     | USA  | Michael Bennett        |
| 5     | UZB  | Ruslan Chagayev        |
| 5     | FRA  | Jackson Chanet         |
| 5     | CAN  | Mark Simmons           |

Datum: 21. bis 30. September 2000 

16 Teilnehmer aus 16 Ländern

### Superschwergewicht (über 91 kg)
| Platz | Land | Sportler               |
| ----- | ---- | ---------------------- |
| 1     | GBR  | Audley Harrison        |
| 2     | KAZ  | Muchtarchan Dildäbekow |
| 3     | UZB  | Rustam Saidov          |
| 3     | ITA  | Paolo Vidoz            |
| 5     | CAN  | Artur Binkowski        |
| 5     | UKR  | Oleksij Masikin        |
| 5     | NGR  | Samuel Peter           |
| 5     | CUB  | Alexis Rubalcaba       |
| 9     | GER  | Cengiz Koç             |

Datum: 23. September bis 1. Oktober 2000 

16 Teilnehmer aus 16 Ländern